# Devil Doll (groupe américain)
Pour les articles homonymes, voir Devil Doll et Devil Doll (homonymie).

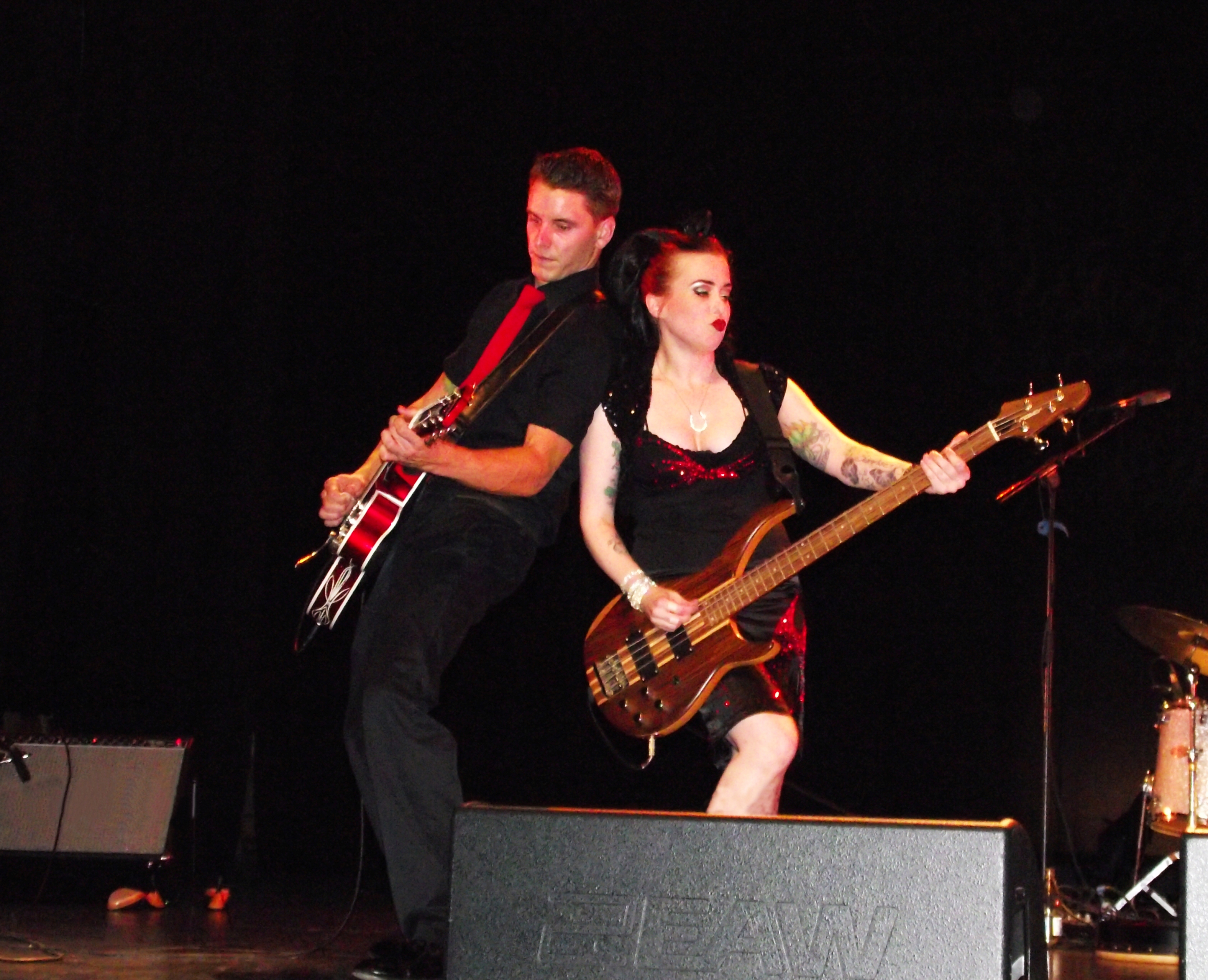
Devil Doll sur scène.

Devil Doll est un groupe de rockabilly américain, et est également le pseudonyme de sa chanteuse, Colleen Duffy.
Colleen Duffy est originaire de Cleveland, dans l'Ohio. Ses racines musicales sont les chansons d'Elvis, mais c'est la chanson I love Rock and Roll interprétée par Joan Jett qui la pousse à une carrière musicale. Après avoir joué dans des groupes de ska et de punk, elle anime de 1990 à 1995 l'émission de radio Rockability sur WRUW-FM (en). Le groupe part ensuite pour New-York où il joue au CBGB et au Coney Island High de la 8e Rue, puis pour Los Angeles d'où il entreprend des tournées à travers les États-Unis et à l'étranger, se produisant entre autres avec Social Distortion, les Cramps ou Reverend Horton Heat. Colleen Duffy participe également à la création du label de rockabilly et de swing Hep Cat Records.
Avec l'album The Return of Eve en 2007, le groupe affirme ses racines dans le blues, la country et le rockabilly.

## Discographie[3]

### Queen of Pain (2002)
| N° | Titre                                      | Durée |
| -- | ------------------------------------------ | ----- |
| 1  | St. Christopher                            | 2:52  |
| 2  | You Are the Best Thing and the Worst Thing | 3:38  |
| 3  | Heart Sized Crush                          | 3:13  |
| 4  | It Was Raining                             | 3:00  |
| 5  | King of Brooklyn                           | 4:47  |
| 6  | 16 Days                                    | 2:10  |
| 7  | Walk With Me                               | 4:20  |
| 8  | Things You Make Me Do                      | 5:52  |
| 9  | Faith in Love                              | 4:49  |
| 10 | Bourbon in Your Eyes                       | 4:51  |
| 11 | Driven to Distraction                      | 3:18  |
| 12 | Liquor Store                               | 3:19  |
| 13 | Queen of Pain                              | 5:05  |
| 14 | You Put a Spell On Me                      | 3:36  |
| 15 | Union Square                               | 3:24  |
| 16 | Left                                       | 3:32  |
| 17 | Why                                        | 3:29  |
| 18 | If I Died in Your Arms                     | 7:27  |

### The Return of Eve (2007)
| N° | Titre                | Durée |
| -- | -------------------- | ----- |
| 1  | The One Who Got Away | 3:26  |
| 2  | Doreen               | 3:35  |
| 3  | Gypsy Bitch          | 4:40  |
| 4  | Man in Black         | 2:23  |
| 5  | St. Patrick          | 2:59  |
| 6  | Sweet Lorraine       | 4:11  |
| 7  | The Curse            | 2:34  |
| 8  | Tortured             | 4:10  |
| 9  | The Way You Do       | 4:51  |
| 10 | Lord's Prayer        | 3:46  |
| 11 | Sexy                 | 3:43  |
| 12 | Queen of the Road    | 2:50  |
| 13 | Heads or Tails       | 5:41  |
| 14 | Fever                | 3:51  |

### Back Home To Me / Mais Ce N'est Qu'une Illusion(Single, 2019)
| N° | Titre                                                  | Durée |
| -- | ------------------------------------------------------ | ----- |
| 1  | Back Home to Me                                        | 4:01  |
| 2  | Mais Ce N'est Qu'une Illusion (It's Only Make Believe) | 2:28  |